# Janthinea frivaldszci
Janthinea frivaldszci är en fjärilsart som beskrevs av George Francis Hampson 1910. Janthinea frivaldszci ingår i släktet Janthinea och familjen nattflyn. Inga underarter finns listade i Catalogue of Life.